# Chapter 12: The Siege
"Chapter 12: The Siege" es el cuarto episodio de la segunda temporada de la serie de televisión estadounidense en streaming The Mandalorian. Fue escrito por el showrunner Jon Favreau y dirigida por el coprotagonista del episodio Carl Weathers. Fue lanzado en Disney+ el 20 de noviembre de 2020.
En este episodio, El Mandaloriano regresa con sus amigos Greef Karga y Cara Dune en Nevarro para reparar su nave, pero lo convencen de volar una antigua base imperial. Aunque en la misión, descubren que están sucediendo más cosas en la base de lo que pensaban.

## Trama
El Mandaloriano y el Niño se dirigen a Nevarro después de que las reparaciones de Mon Calamari en la nave resultaran inadecuadas. Allí se reúnen con Greef Karga y Cara Dune, que le muestran como ha cambiado el planeta desde que se fue. Cara se ha convertido en la alguacil local, mientras que Greef ha asumido el papel de magistrado, asistido por el anónimo Mythrol tomado por el Mandaloriano tiempo atrás. A cambio de las reparaciones, el Mandaloriano acepta ayudar a destruir un viejo Base imperial al otro lado del planeta. El Niño es dejado en una escuela, donde usa La Fuerza para robar unas golosinas de macarrones azules de otro estudiante.
La base resulta tener algo más que un equipo mínimo y soldados de asalto que patrullan los pasillos. Desactivan el sistema de enfriamiento de lava para que los flujos de lava natural destruyan la base. Durante su escape, encuentran científicos y cubas de lo que parecen ser cuerpos clonados. Los científicos intentan destruir la evidencia, pero son asesinados. Mythrol descubre una grabación del Dr. Pershing que revela que había estado transfundiendo la sangre del Niño, que tiene un alto 'recuento M' a sujetos de prueba, pero estas fracasaron y recomienda suspender los experimentos a Moff Gideon, haciendo que Mando descubra que sigue vivo. Los soldados de asalto pronto invaden al equipo y se ven obligados a escapar antes de que la lava se sobrecaliente y destruya la base.
El Mandaloriano vuela desde la base para recuperar su nave, usando su mochila propulsora, mientras Karga, Dune y Mythrol roban un transporte de soldados de asalto. Se produce una persecución entre el transporte, conducido por Dune, y los soldados exploradores que montan motos deslizadoras. Greef Karga logra matar a todos los exploradores, pero los cazas TIE lanzados desde la base los persiguen, inutilizando el cañón del transporte. La base pronto explota debido al sobrecalentamiento de la lava. A medida que los cazas TIE se acercan a Dune, Karga y Mythrol, aparece el Razor Crest ya reparado y destruye a los imperiales.
Con su nave reparada y Nevarro asegurada, Mando se dirige a Corvus para localizar a Ahsoka Tano. La Nueva República visita a Karga para investigar el incidente, y el Capitán Carson Teva señala que "algo se está gestando y debemos detenerlo". Teva habla con Dune e intenta pedirle ayuda para luchar contra los restos del Imperio. Cuando se menciona a Alderaan, el mundo natal de Dune, ella le dice a Teva que perdió todo después de su destrucción. Para motivarla, Teva le entrega una insignia de comisaría de la Nueva República.
Un oficial imperial recibe la confirmación de uno de los mecánicos que trabajan para Greef Karga de que se ha colocado una baliza de seguimiento en el Razor Crest. Moff Gideon es informado y declara que estarán listos. El episodio termina con Gideon mirando una línea de Dark Troopers en construcción, esperando su activación.

## Producción

### Desarrollo
El episodio fue escrito por el creador de la serie, Jon Favreau, y dirigido por Carl Weathers, quien también coprotagoniza el episodio como Greef Karga.
Inspirado por la leche azul que se ve en Star Wars, Jon Favreau le pidió al maestro de utilería que horneara macarones azules para que El Niño los comiera. Fueron hechos principalmente por su apariencia y solo tenían un sabor suave a frambuesa.
Un miembro del equipo apareció accidentalmente en una toma durante el rodaje, en el fondo de la escena del laboratorio. La aparición del "chico de los jeans" fue comparada con la aparición accidental de una taza de café en un episodio de Game of Thrones. Carl Weathers lo llamó "A bogey", y Disney lo eliminó digitalmente del episodio, en menos de una semana.

### Casting
Todos los actores coprotagonistas de este episodio regresan de episodios anteriores e incluyen a Gina Carano como Cara Dune, Carl Weathers como Greef Karga, Horatio Sanz como Mythrol, Omid Abtahi como Dr. Pershing y Giancarlo Esposito como Moff Gideon. Los actores invitados adicionales del elenco de este episodio incluyen a Ryan Powers como un trabajador extraterrestre, Daniel Negrete como un niño de escuela, Morgan Benoit como un oficial de seguridad imperial, Paul Sun-Hyung Lee regresa como el Capitán Carson Teva y Katy O'Brian como la Oficial de comunicaciones Imperial Elia Kane. Lateef Crowder, Barry Lowin y Brendan Wayne están acreditados como dobles de acción para The Mandalorian. Chris Bartlett interpretó a un droide maestro, con la voz de Kathryn Elise Drexler. Amy Sturdivant, Gene Freeman, Dominique Price y Tsuyoshi Abe son los dobles de acción de Cara Dune, Greef Karga y Mythrol, respectivamente. “El Niño” fue interpretada por varios titiriteros.

### Música
Ludwig Göransson compuso la partitura musical del episodio. Las pistas destacadas se lanzaron el 20 de noviembre de 2020, en el primer volumen de la banda sonora de la segunda temporada.

## Recepción
En Rotten Tomatoes, el episodio recibió elogios de la crítica, con un índice de aprobación del 92 % según las reseñas de 48 críticos, con una calificación promedio de 7,6/10. El consenso de los críticos del sitio web dice: "'The Siege' no toma la temporada por asalto, pero la hábil dirección de Carl Weathers y algunos momentos emocionantes del personaje de Giancarlo Esposito hacen que sea otra entrega agradable".
Huw Fullerton de Radio Times le dio al episodio 4 de 5 y dijo que aunque algunos fanáticos podrían sentirse decepcionados por tener que esperar antes de ver a Ahsoka Tano, escribió: "Para mí, el Capítulo 12 fue uno de los episodios más significativos que hemos tenido visto hasta ahora. Por mucho que The Mandalorian prospere con las conexiones más antiguas de Star Wars, el hecho de que también se mantenga tan bien dentro de su propio canon y la construcción del mundo solo puede ser algo bueno". Laura Prudom de IGN dijo que Weathers "evoca sin esfuerzo la iconografía de las películas aquí... Nada de eso es particularmente sutil, pero se despliega con suficiente adrenalina para hacer un viaje emocionante". Alan Sepinwall de Rolling Stone elogió a Weathers y calificó su dirección de "fantástica", además de elogiar los efectos digitales y los equipos de dobles. Sugirió que el episodio se sintió como un piloto de puerta trasera para un programa con Cara Dune. Louis Chilton de The Independent se sintió frustrado porque el episodio era otra misión secundaria y desvió la atención de los personajes principales: "En un tramo de cinco minutos más o menos, los asociados de Mando se roban el centro de atención, pero la secuencia se siente demasiado como un giro monótono -off, un claro recordatorio de cuánto confía The Mandalorian en sus dos protagonistas".